# Громов, Иван Петрович
Иван Петрович Громов (1913—1993) — подполковник внутренних войск МВД СССР, участник Великой Отечественной и советско-японской войн, Герой Советского Союза (1945).

## Биография
Иван Громов родился 8 (21) ноября 1913 года в деревне Верляйское Тверской губернии в семье крестьянина. Окончил неполную среднюю школу, работал бригадиром в колхозе. В 1935 году Громов был призван на службу в Рабоче-крестьянскую Красную Армию. В 1939 году он окончил курсы младших лейтенантов, в 1942 году — курсы «Выстрел». С того же года — на фронтах Великой Отечественной войны. В дальнейшем участвовал в советско-японской войне, в ходе которой отличился. В звании капитана командовал батальоном 586-го стрелкового полка 396-й стрелковой дивизии 2-й армии 2-го Дальневосточного фронта.
12 августа 1945 года батальон Громова одним из первых вышел к узлам обороны японской Квантунской армии Суньу и Ганьчацзы. Умело организовав боевые действия, батальон разгромил Ганьчацзыский и Хоэрмоцзиньский узлы сопротивления противника.
Указом Президиума Верховного Совета СССР от 8 сентября 1945 года за «образцовое выполнение боевых заданий командования на фронте борьбы с японскими милитаристами и проявленные при этом мужество и героизм» капитан Иван Громов был удостоен звания Героя Советского Союза с вручением ордена Ленина и медали «Золотая Звезда» за номером 8956.
По окончании Вторая мировой войны Громов служил во Внутренних войсках МВД СССР, командовал батальоном, затем полком. В 1948 году он окончил Каменец-Подольскую школу усовершенствования офицерского состава МВД СССР, в 1955 году — курсы переподготовки при Саратовском военном училище МВД СССР. В 1964 году в звании подполковника он был уволен в запас.
Проживал в Ульяновске, до выхода на пенсию работал в Управлении снабжения и сбыта Ульяновского облисполкома. Умер 9 апреля 1993 года, похоронен на Аллее славы Северного кладбища Ульяновска .
Дочери — Нина Ивановна и Надежда Ивановна Громовы.
Был также награждён орденами Отечественной войны 1-й степени и Красной Звезды, а также рядом медалей.

## Память
- На стене дома по улице Карла Либкнехта (Ульяновск), в котором жил Иван Петрович Громов, установлена мемориальная доска.
- Мемориальные доски также ему были установлены: на здании, дома № 95 на улице 12 Сентября, где сейчас располагается управление Федеральной службы исполнения наказаний России по Ульяновской области и на стене школы № 10 носящее его имя (Опытное Поле (Ульяновск))[6][4].
- Ветераны войсковой части 6672 Росгвардии, организованной на базе батальона внутренних войск МВД СССР, которым командовал Громов, в канун 105-й годовщины со дня рождения Ивана Петровича на его могиле установили новый памятник[5].
- Мемориальная доска с именами Героев на Обелиске «30 лет Победы».

- Мемориальная доска Ивану Петровичу Громову (ул. К. Либкнехта, Ульяновск)
- Мемориальная доска с именами Героев на Обелиске «30 лет Победы».